# Орден Исландского сокола

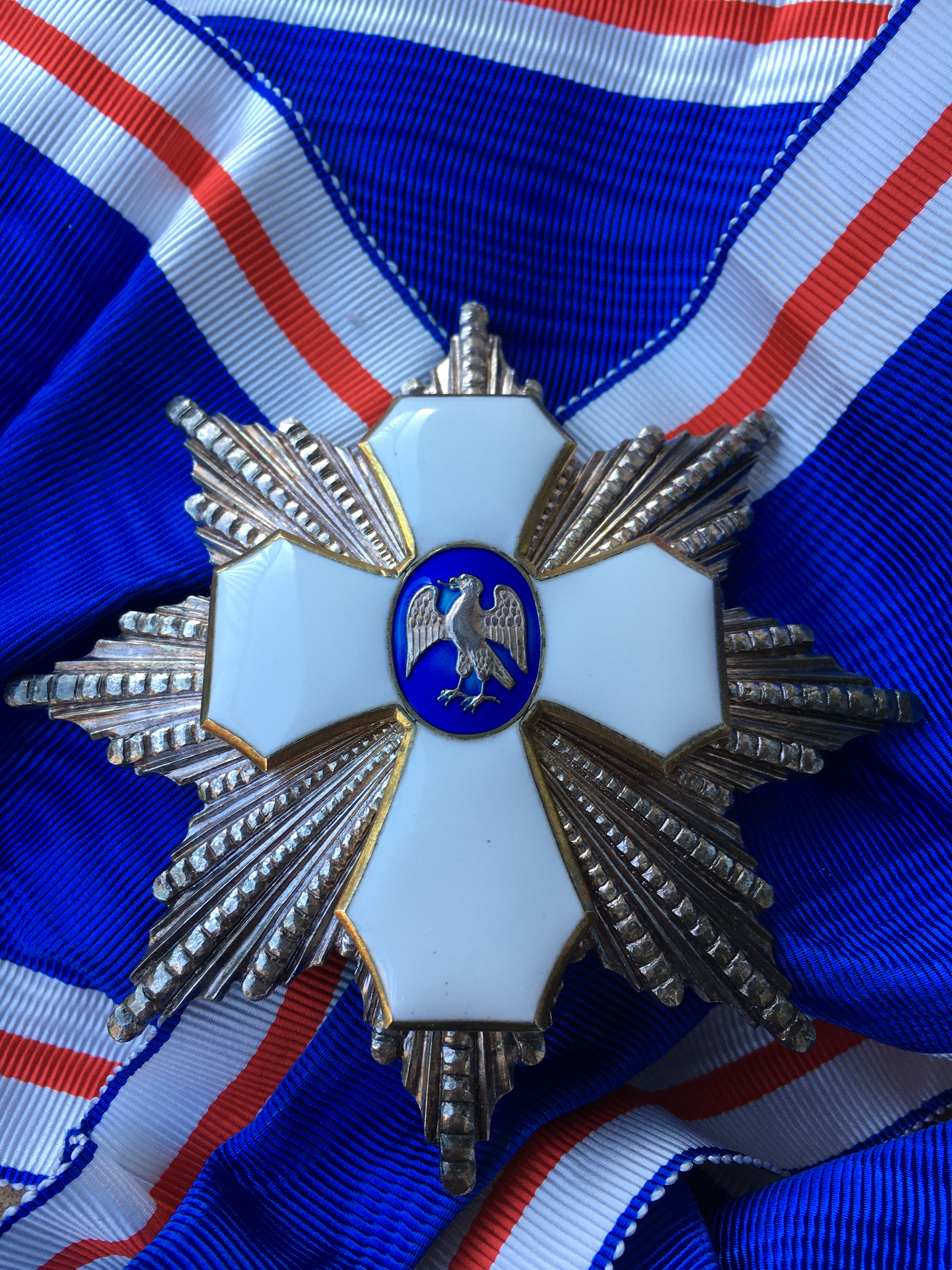
Звезда ордена Сокола

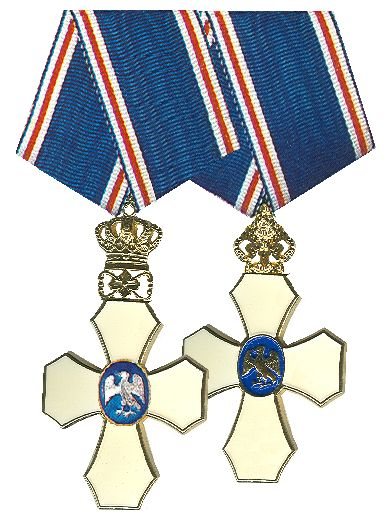
Знаки кавалера ордена Сокола, королевский и республиканский

Орден Исландского сокола (орден Сокола, исл. Hin íslenska fálkaorða) — высшая государственная награда Исландии. Является единственным орденом в стране. Учреждён 3 июля 1921 года для награждения граждан Исландии и иностранцев.

## История
Разведение и обучение ловчих птиц издавна было королевским видом спорта в Европе. Исландия всегда славилась своими соколами. Сокол считался национальной птицей Исландии. Государственным гербом Исландии с 1903 по 1919 год был белый сокол на синем фоне. С 1920 года сокол изображался на Исландском королевском флаге.
Летом 1921 года Кристиан X, король Дании и Исландии, вместе с супругой, королевой Александриной, посетил Исландию. 3 июля 1921 года он учредил исландский королевский орден Сокола и стал его первым гроссмейстером. Статут ордена был разработан на основе статутов датских и норвежских орденов, в основном ордена Данеброг. Но, в отличие от последнего, орденом Сокола могли награждаться и женщины.
С провозглашением 17 июня 1944 года Исландской республики гроссмейстером ордена стал президент Исландии. 11 июля 1944 года был подписан новый статут ордена.

## Степени ордена
Изначально орден Сокола был учреждён в 4 степенях:
- Кавалер (дама) Большого креста с цепью (исл. Keðja ásamt stórkrossstjörnu)
- Кавалер (дама) Большого креста (исл. Stórkross)
- Командор или Дама-командор (Великий рыцарь, исл. Stórriddarakross)
- Кавалер или Кавалерственная дама (Рыцарь, исл. Riddarakross)

15 июня 1926 года была добавлена ещё одна степень — Командор (дама-командор) со звездой (исл. Stórriddarakross með stjörnu), ставшая между кавалером Большого креста и командором.
Таким образом, в настоящее время орден Сокола состоит из 5 степеней. Цепь ордена вручается только главам государств и монаршим особам.

## Условия награждения
К награждению орденом Сокола могут быть представлены граждане Исландии и иностранцы «за заслуги перед Исландией и человечеством». Представления направляются в Совет ордена, состоящий из 5 членов, и, после рассмотрения в оном, утверждаются гроссмейстером. Гроссмейстер также может производить награждения по своему усмотрению, без представлений от Совета.
Награждения производятся два раза в год: 1 января и 17 июня. Иностранные подданные могут быть награждены и в другое время (например, во время визитов президента Исландии в другие государства).
После смерти кавалера знаки ордена положено возвращать в Совет ордена.

## Знаки ордена
Знак
Знак ордена представляет собой золотой четырёхконечный крест с расширяющимися концами и усечёнными углами. Крест с обеих сторон покрыт белой эмалью. Центральный медальон овальной формы. С лицевой стороны в медальоне, покрытом синей эмалью, изображение белого (серебряного) сокола. С оборотной стороны медальон покрыт белой эмалью и окружён ободком синей эмали. До 1944 года в центре медальона находился вензель короля Кристиана X — CCX, и надпись на ободке — FYRSTI DESEMBER 1918. В 1944 году вензель был убран и надпись заменена на SEYTJÁNDI JÚNI 1944. Крест изначально венчался королевской короной, заменённой в 1944 году узорным подвесом, через который крест и подвешивается к ленте.
Звезда
Звезда ордена восьмиконечная серебряная. На звезду кавалера Большого креста наложен орденский крест; звезда командора со звездой выглядит как звезда с круглым медальоном в центре, в который вписан овальный медальон синей эмали с белым (серебряным) соколом.
Цепь
Цепь ордена состоит из 50 звеньев (25 звеньев в виде овальных медальонов синей эмали с белым (серебряным) соколом и 25 медальонов в виде государственного герба Исландии, без эмали).
До 1944 года цепь ордена состояла из чередующихся звеньев в виде овальных медальонов синей эмали с белым соколом и звеньев в виде вензеля короля Кристиана X.
Лента
Лента ордена лазорево-синяя с узкими бело-красно-белыми полосками по краям (цвета государственного флага Исландии).

## Правила ношения
Кавалеры ордена носят знак ордена на узкой ленте, закреплённой на пятиконечной колодке, на груди. Кавалерственные дамы носят знак ордена на ленте в форме банта.
Командоры носят знак ордена (бо́льшего размера) на ленте на шее. Дамы-командоры носят такой же знак на ленте в форме банта.
Командоры со звездой и дамы-командоры со звездой добавляют к знакам командора звезду.
Кавалеры (дамы) Большого креста носят большой знак ордена на широкой ленте через левое плечо и звезду на левой стороне груди.
Кавалеры (дамы) Большого креста с цепью носят большой знак ордена, подвешенный к цепи, и звезду на левой стороне груди.
Носится только старшая степень ордена.
Для повседневного ношения на гражданской одежде предусмотрены розетки из ленты ордена, а для ношения на мундирах — орденские планки.